# حمام غرناطة
حمام غرناطة أو البانيويلو ويعرف أيضًا حمام الجوزة (بالإسبانية: El Bañuelo) ، هو حمام إسلامي تاريخي يقع في حي البيازين في مدينة غرناطة على ضفاف نهر دارو في إسبانيا، يعد من أقدم بنايات غرناطة الإسلامية التي مازالت قائمة، وهو الحمام الوحيد الذي نجا من التدمیر بعد سقوط الاندلس.

## التاريخ
بني الحمام في القرن الحادي عشر الميلادي في عهد الحاكم باديس بن حبوس ويعتبر مقصد سياحي هام، يعکس حقبة مهمة من تاريخ الحضارة العربية والإسلامية في الأندلس.
استمر استخدم الحمام حتى القرن السادس عشر، بعد هذا التاريخ شهد فترة انقطاعات، في القرن العشرين خضع الحمام للعديد من عمليات الترميم من قبل خبراء إسبان وهو الآن مفتوح كمزار ثقافي وسياحي.

## الأهمية
كانت الحمامات عبارة عن سمة مشتركة للمدن الإسلامية في جميع أنحاء العالم الإسلامي، كونها تخدم غرضًا اجتماعيًا ودينيًا، وخاصة النظافة العامة والوضوء والغسل الكامل للجسم الذي كان مطلوبًا، بالإضافة إلى كونها مكانًا للتواصل الاجتماعي.
في عام 1918، أعلنت كموقع تراث ثقافي لإسبانيا.

## الوصف
تتكون الحمامات من عدة غرف رئيسية مرتبة: الغرفة الأولى، يتم دخولها من الشارع عن طريق فناء تتوسطه بركة ماء لغرفة استقبال أو غرفة استرخاء:  وهي ذات سقف خشبي كبير على شكل قبة وفي الزاوية الجنوبية الغربية يوجد باب يؤدي إلى ثلاث غرف صغيرة بها مراحيض، بينما يؤدي باب في الزاوية الشمالية الغربية إلى غرفة تغيير الملابس، وإلى غرف البخار: التي تتكون من ثلاث غرف: الغرفة الباردة والغرفة الدافئة، والغرفة الساخنة التي تحتوي على نظام حراري تحت أرضي لتسخين القاعة بشكل جيد.
تحتوي جميع غرف الحمام على فتحات أو نوافذ صغيرة على شكل نجمة لتسهيل التهوية وتنظيم تكييف الهواء.

## معرض الصور

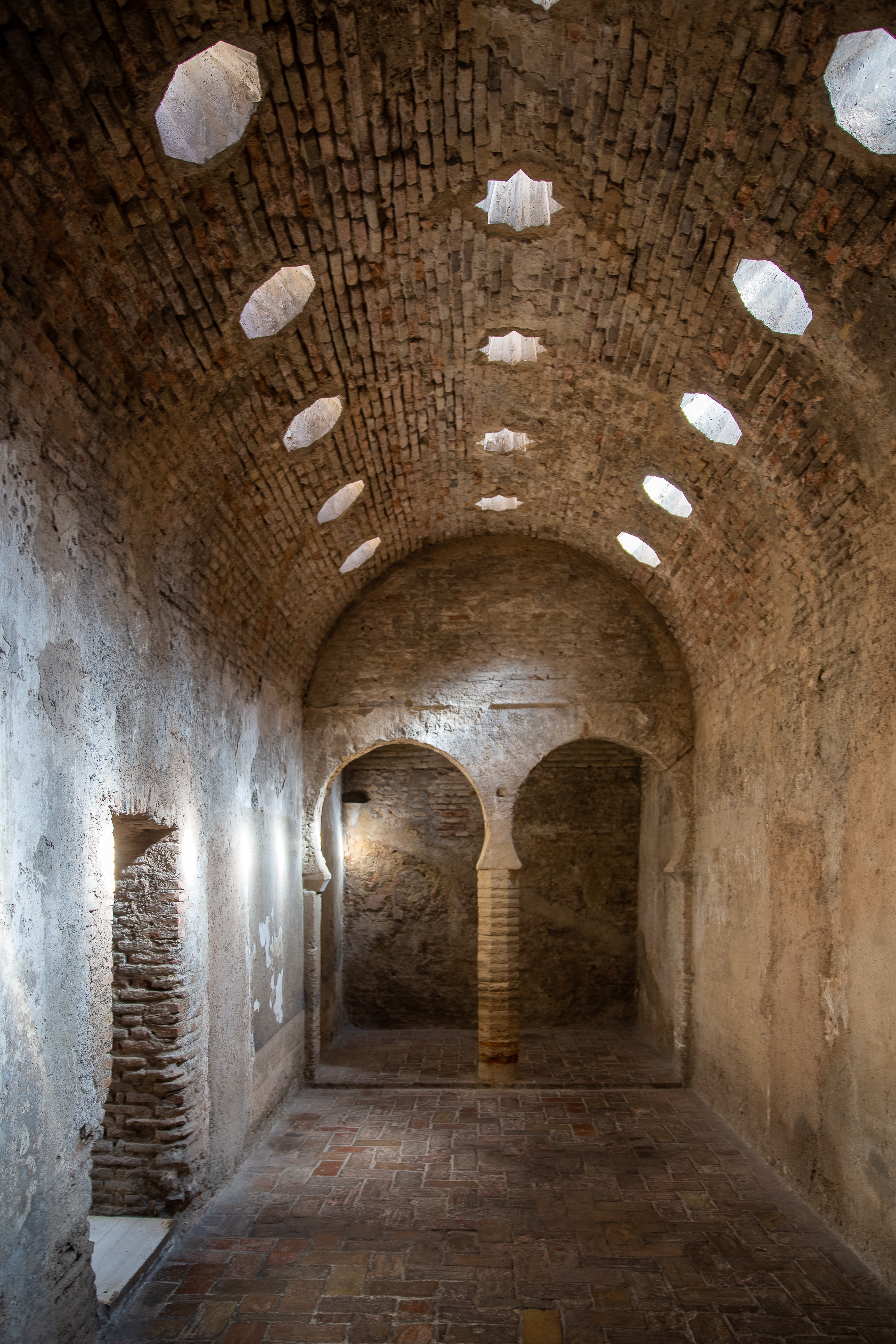
الغرفة الباردة
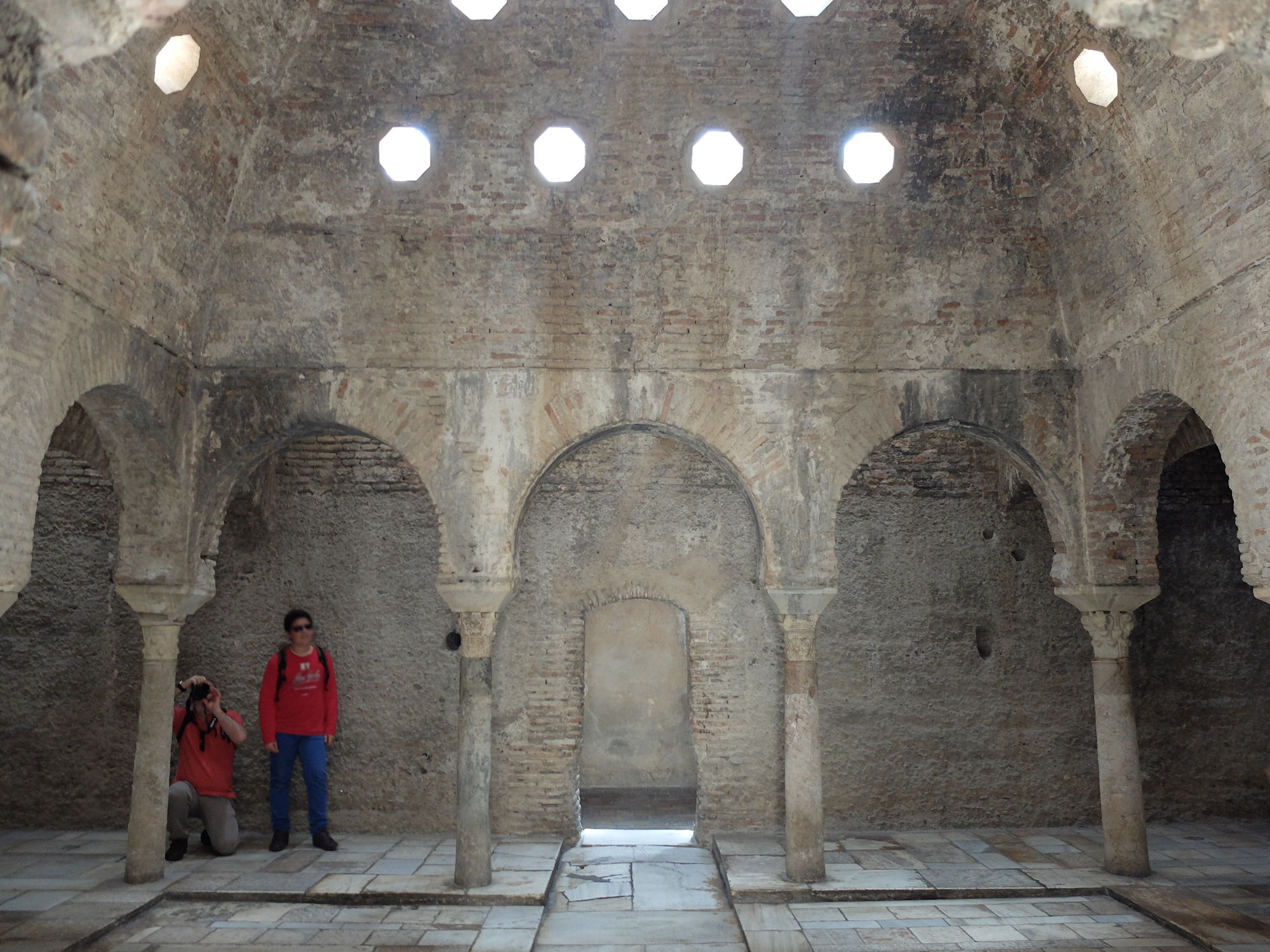
الغرفة الدافئة
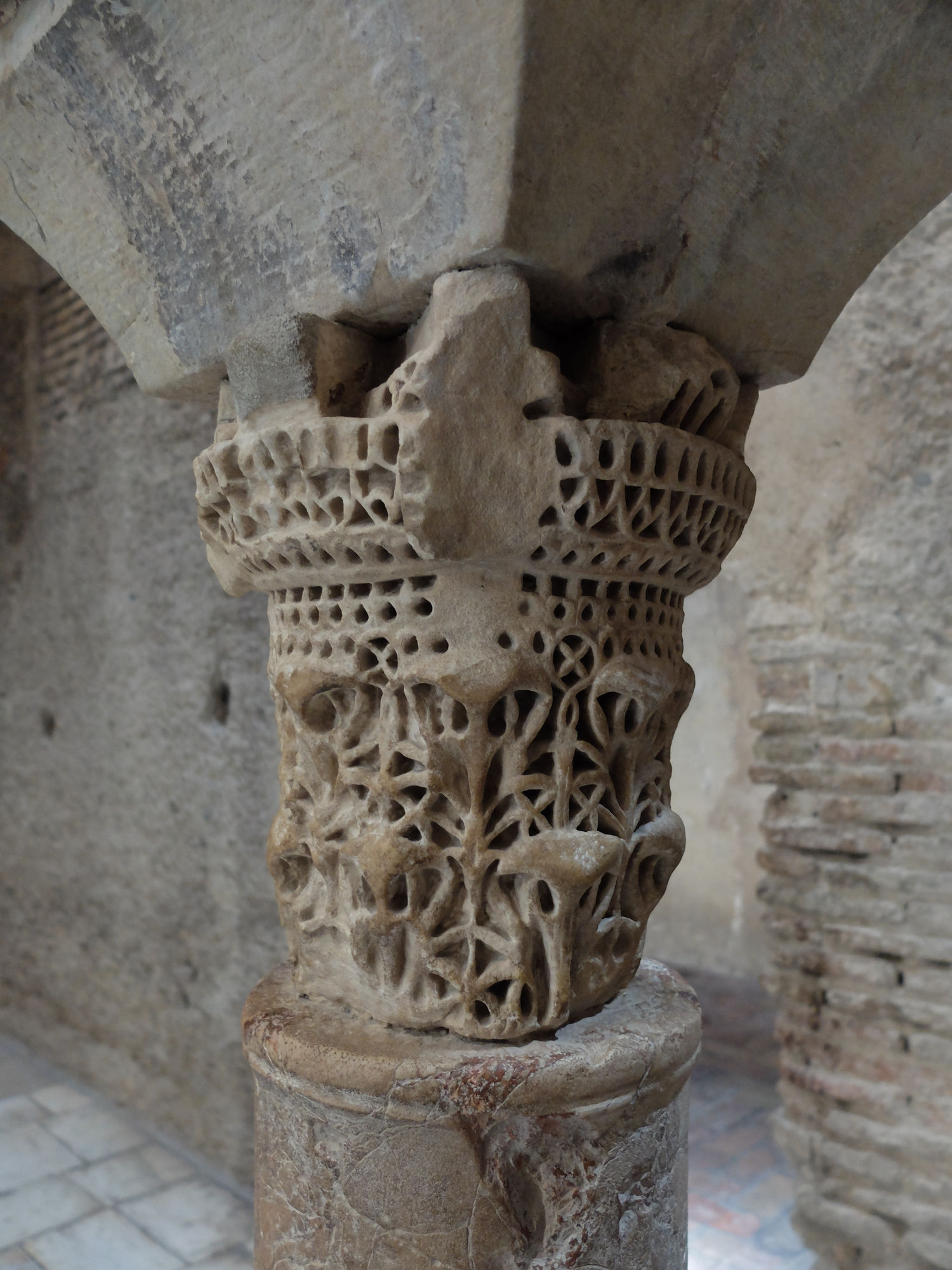
مباني قديمة زمن الخلافة
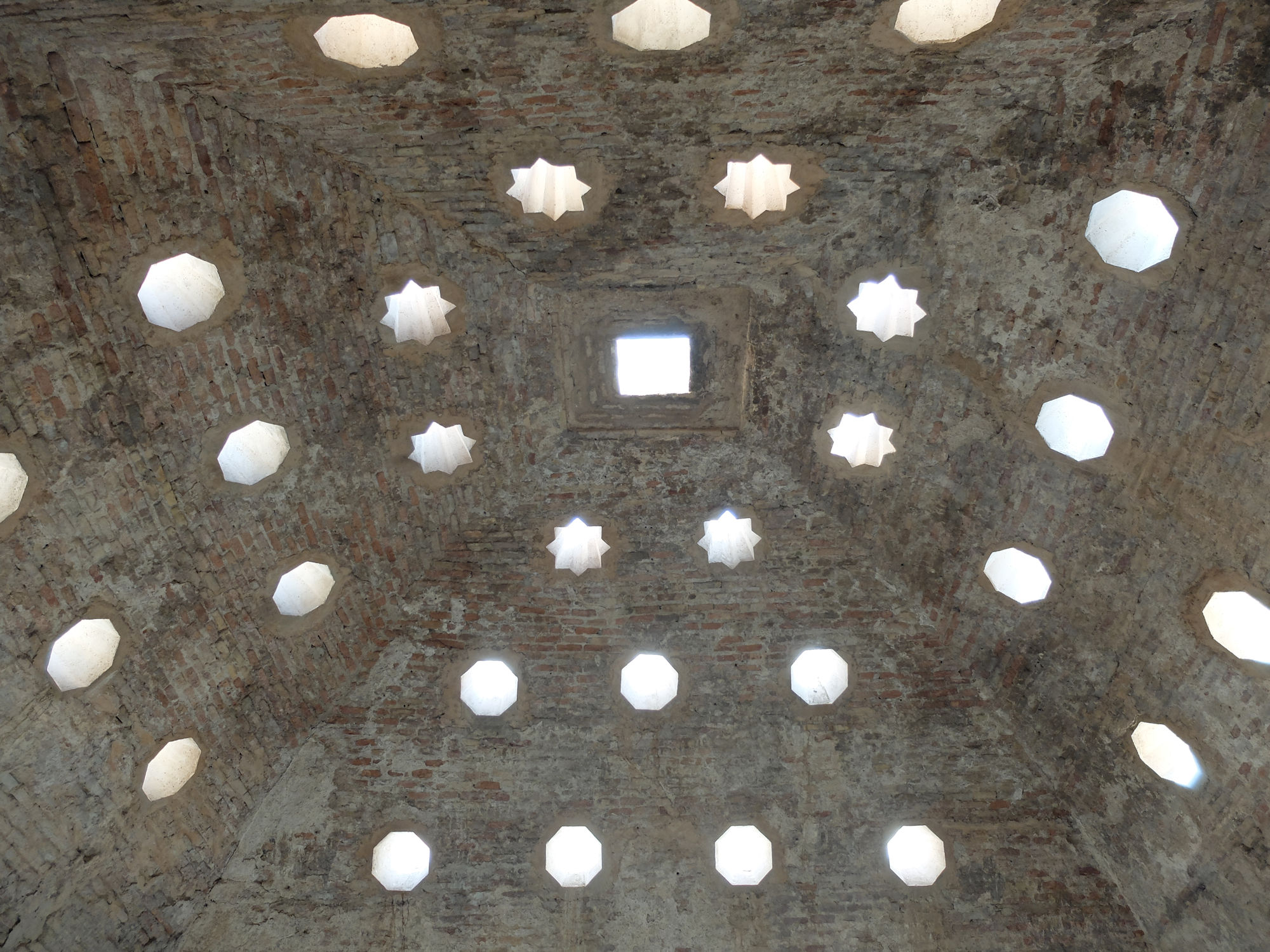
فتحات الضوء وتكييف الهواء في الغرفة الدافئة